# Radio.doc
Radio.doc je slovenski politični dramski TV film iz leta 1995 ter Zupaničevo drugo režijsko in prvo scenaristično delo.
Predstavljen je bil 11. maja 1995 v ljubljanskem kinu Vič, na TV SLO 1 pa je bil premierno predvajan 17. maja 1995.

### Zgodba
Mlada raziskovalna novinarka Vesna v svojem rojstnem kraju, mestecu ob madžarski meji, raziskuje smrt moškega, ki so ga v sedemdesetih vrgli iz partije in z mesta direktorja lokalnega radia ter naj bi nekaj dni po tem v garaži storil samomor z izpušnimi plini. Izve, da ni bil njen oče in da so za njegovo smrt krive tuje obveščevalne službe. Postane novinarka po naročilu za nekdanjega partijca in uspešnega podjetnika.

## Financiranje in produkcija
Producent je bil RTV Slovenija, koproducent pa ORF - Österreichischer Rundfunk. Izvršni producent je bila Trajna delovna skupnost Sfinga iz Ljubljane. Ministrstvo za kulturo je odpovedalo sofinanciranje.
Scenarij je bil izbran leta 1993 na anonimnem natečaju TV Slovenije za najboljšo TV dramo. Scenarij je navdihnila smrt nekdanjega direktorja ptujske radijske postaje Franca Plohla, okoliščine katere je raziskovala režiserjeva žena in novinarka Milena Zupanič, vendar Zupanič ni rekonstruiral dogodka, ampak mu je ta služil kot izhodišče za razmišljanje. Hotel je doseči, da bi bil poleg dejstev tudi konec dvomljiv.
Snemanje se je začelo 24. julija 1994 na Pragerskem. Snemanje so planirali tudi na Ptuju z okolico, v Ormožu, Slovenski Bistrici, Halozah, na Pohorju in v Ljubljani.
Film je bil sinhroniziran v nemščino.

## Kritike
Ženja Leiler je napisala, da je filmu spodletelo zaradi nepoznavanja kompleksnejših pravil žanrov (detektivka, akcijski film, politična kriminalka in melodrama) in šibkega scenarija. Stereotipno žanrsko izhodišče se ji ni zdelo problematično, saj je za kreiranje dramatične, s suspenzom nabite zgodbe nudilo številne možnosti, ki pa jih Zupanič ni izkoristil. Tematik, kot so bivše oblastniške strukture in raziskovalno novinarstvo v postkomunistični dobi, ni razvil in dodatki, kot so sla po oblasti, izključevanje drugače mislečih, tajne službe, uničevanje arhivov in zaprisežena molčečnost bivših lokalnih akterjev, so se zdeli neutemeljeni in so ostali v ozadju. Novinarko Vesno je označila za smešno, nevrotično in moralistično karikaturo, ki postavlja naivna vprašanja, se do sogovornikov neumno obnaša, dela komične zapiske (v arhivu si zapiše besedo arhiv) in s katero se ne zgodi nič usodnega. Spraševala se je, kaj odkritje o pravem očetu in storilcih sploh pomenijo temu liku in kaj misli na koncu početi s svojo kariero. Zbodlo jo je, da Vesna postane plačanka moralno vprašljivega človeka. Zgodbo je označila za medlo. Pogrešala je osebno angažiranost novinarke, postopno odkrivanje resnice, presenetljive obrate ter zavajanje junakinje in gledalcev. Pohvalila je korektno vizualno plat filma, tekoč ritem, zaradi katerega je film povsem gledljiv in posamične prizore (npr. duhovit striptiz v vaškem baru), ki pa nimajo vedno jasnega mesta.

## Zasedba
| - Nataša Matjašec: Vesna - Lojze Rozman: Juras - Andrej Kurent: profesor - Vlado Novak: Brvar - Miranda Caharija: Edita | - Danilo Benedičič: Mlakar - Marjan Bačko: Rudi - Demeter Bitenc: Vrabec - Teja Glažar: Vesnina mati - Peter Ternovšek: referent | - Ana Veble: čistilka - Jože Babič: starešina - Marija Lojk: bogatašinja - Peter Boštjančič: taksist - Igor Koršič: Begič | - Gojmir Lešnjak: šef - Svetozar Polič: receptor - Gregor Geč: visoki moški - Bojan Emeršič: mladi moški - Milada Kalezič: Ivanova mati - Roman Janžekovič: Ivan | - Judita Zidar: Lea - Branko Završan: arhivar - Lenča Ferenčak: Marina - Pavle Ravnohrib: časopisni urednik - Robert Prebil: doktor - Borut Veselko: Arnus |

## Ekipa
- fotografija: Karpo Godina
- glasba: Urban Koder
- izvajalec glasbe: Studijski orkester RTV Slovenija (dirigent Urban Koder)
- montaža: Stanko Kostanjevec
- scenografija: Dušan Milavec
- kostumografija: Zvonka Makuc
- maska: Gabrijela Fleischman

## Nagrade
- Slovenski filmski maraton 1995: zlata nagrada Metod Badjura za režijo